# Dric, Alba
Dric este o localitate componentă a orașului Câmpeni din județul Alba, Transilvania, România.

## Vezi și
- Biserica de lemn din Dric

 Acest articol despre o localitate din județul Alba este deocamdată un ciot. Puteți ajuta Wikipedia prin completarea lui.